# مارت بیبسکو
مارت بیبسکو (به فرانسوی: Marthe Bibesco) رمان‌نویس و مقاله‌نویس قرن نوزدهم میلادی اهل رومانی-فرانسه بود.